# لیوونیا سنتر (نیویورک)
لیوونیا سنتر (به انگلیسی: Livonia Center) یک منطقهٔ مسکونی در ایالات متحده آمریکا است که در نیویورک واقع شده‌است. لیوونیا سنتر ۴۲۱ نفر جمعیت دارد و ۳۳۱٫۰۲ متر بالاتر از سطح دریا واقع شده‌است.